# Anatoli Fjodorowitsch Dobrynin

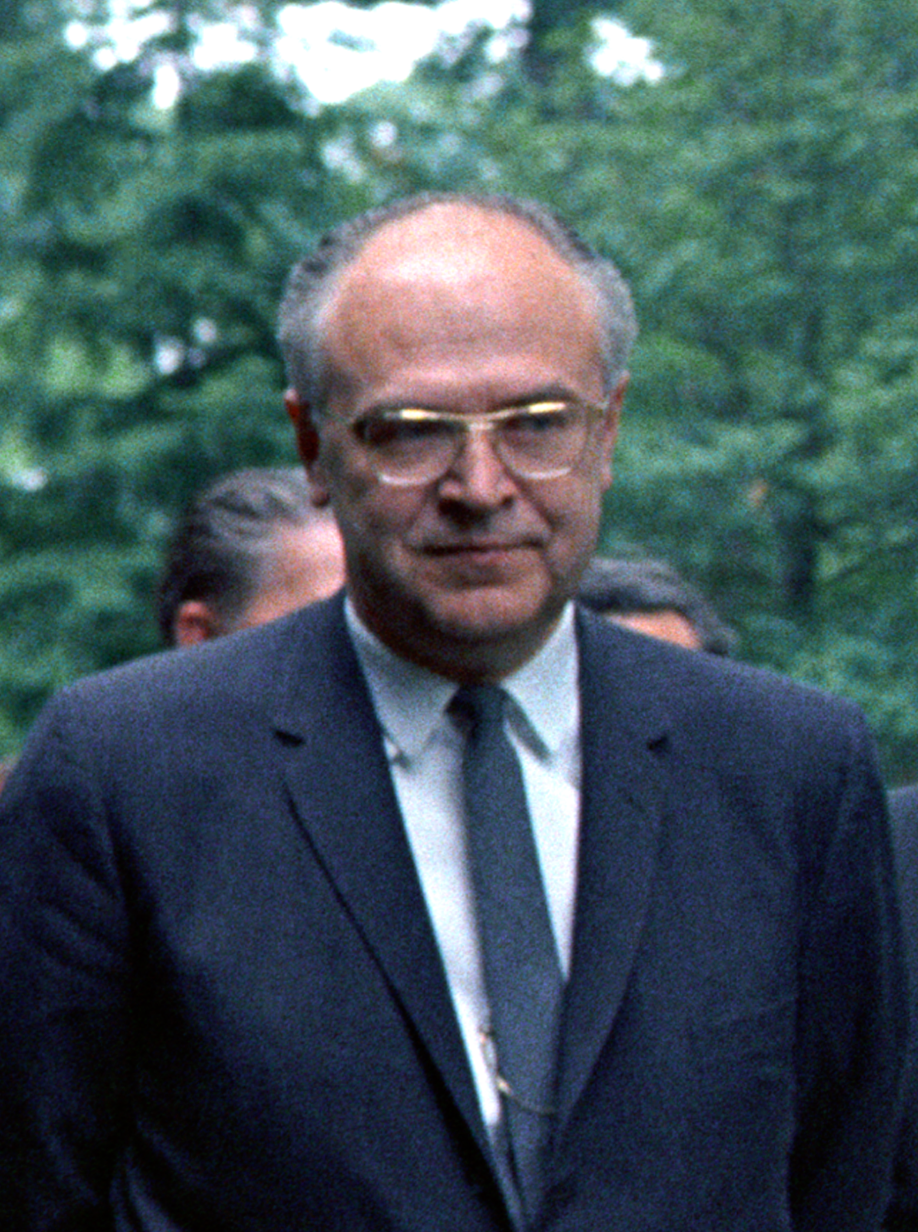
Anatoli Dobrynin 1967

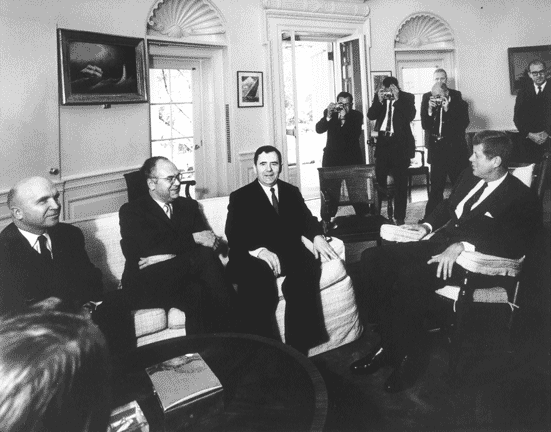
Anatoli Fjodorowitsch Dobrynin 2. v. l. während der Kubakrise im Weißen Haus 1962

Anatoli Fjodorowitsch Dobrynin (russisch Анатолий Фёдорович Добрынин; * 16. November 1919 in Krasnaja Gorka bei Moschaisk im Gouvernement Moskau, Russische SFSR (heute Oblast Moskau, Russland); † 6. April 2010 in Moskau) war ein sowjetischer Diplomat. Er war von 1962 bis 1986 Botschafter der Sowjetunion in den Vereinigten Staaten.

## Laufbahn
Nach seinem Studium am Staatlichen Luftfahrtinstitut in Moskau arbeitete Dobrynin zunächst im Jakowlew-Experimental-Konstruktionsbüro.
Dann absolvierte er die Diplomatenschule und trat 1946 in den diplomatischen Dienst der Sowjetunion ein. Seine diplomatische Karriere unter mehreren Außenministern führte Anatoli Dobrynin zum UN-Sekretariat, wo er von 1957 bis 1960 tätig war. Er kehrte nach Moskau zurück als Leiter der Amerika-Abteilung im Außenministerium.
Im Januar 1962 wurde er vom Politbüro der KPdSU als Nachfolger Michail Menschikows zum Botschafter der Sowjetunion in den Vereinigten Staaten bestimmt. Am 15. März 1962 trat er sein Amt an, am 30. März überreichte er sein Beglaubigungsschreiben. Dobrynin trug 1962 maßgeblich zur friedlichen Lösung der Kubakrise bei. Während seiner 24-jährigen Dienstzeit amtierten fünf sowjetische Generalsekretäre und sechs US-Präsidenten. Als er 1986 vom Botschafterposten abberufen wurde, folgte ihm Juri Dubinin.
Seit 1966 war Dobrynin Kandidat und ab 1971 Vollmitglied des Zentralkomitees der KPdSU. 1986 wurde er in das Sekretariat des Zentralkomitees der KPdSU gewählt und kehrte nach Moskau zurück. Im Zentralkomitee übernahm er die Leitung der internationalen Abteilung. 1988 schied er aus dem Zentralkomitee, blieb aber weiter als Berater Gorbatschows tätig.

## Werke
- In Confidence: Moscow's Ambassador to Six Cold War Presidents. 2001, ISBN 0-295-98081-8 (Erstausgabe:  1995, Autobiographie, reprint).